# Армия за национално освобождение (Колумбия)
Армия за национално освобождение (АНО) на Колумбия (на испански: Ejército de Liberación Nacional, ELN) е колумбийска ляворадикална организация, създадена през 1964 г.
АНО се явява втората по численост въоръжена партизанска групировка в Колумбия, отстъпвайки само на съюзниците си ФАРК и има в редовете си около 3000 бойци. Идеологията на АНО включва в себе си марксизъм, геваризъм и теология на освобождението.

## История
Армията за национално освобождение е основана през 1964 г. от малка група колумбийски студенти, подготвени в Куба и възнамеряващи да приложат в родината си революционния геваристки модел на Кубинската револция. Организаията е оглавена от Фабио Васкес Кастано, а впоследствие от серия католически свещеници, представители на т.нар. „Теология на освобождението“. Най-известният от тях е отец Камило Торес Рестрепо (1929 – 1966), известен университетски професор, който критикува силно изразеното класово неравенство в Колумбия. Изповядваните от него марксистки идеи го карат да се присъедини към АНО, за да осъществи на практика теологията на освобождението сред бедните хора в Колумбия. Отец Камило е убит още в първото си сражение и така се превръща в символ за организацията, който вдъхновява бъдещите членове на АНО и други свещеници, изповядващи революционната теология.
В периода 1973 - 1974 колумбийската армия нанася на АНО сериозни удари, но организацията успява да избегне унищожението и да се възстанови. След неуспехите и пораженията в началото на 70-те години, начело на АНО застава отец Мануел Перес, който ръководи групировката до смъртта си през 1998 г. Счита се, че именно Мануел Перес изиграва главна роля във формирането на окончателната идеология на АНО, която представлява смес от геваризъм и теология на освобождението, призвана да реши проблемите на социалната несправедливост, бедност и политическа нестабилност в традициите на християнството и марксизма, използвайки при това методите на партизанската война.